# Hydrovatus punctipennis
Hydrovatus punctipennis är en skalbaggsart som beskrevs av Victor Ivanovitsch Motschulsky 1859. Hydrovatus punctipennis ingår i släktet Hydrovatus och familjen dykare. Inga underarter finns listade i Catalogue of Life.